# 2436 Hatshepsut
2436 Hatshepsut eller 6066 P-L är en asteroid i huvudbältet som upptäcktes den 24 september 1960 av den nederländsk-amerikanske astronomen Tom Gehrels och det nederländska astronomparet Ingrid van Houten-Groeneveld och Cornelis Johannes van Houten vid Palomarobservatoriet. Den är uppkallad efter den egyptiska faraon Hatshepsut.
Asteroiden har en diameter på ungefär 18 kilometer och den tillhör asteroidgruppen Hygiea.